# 丘麗鰻
丘麗鰻為輻鰭魚綱鰻鱺目糯鰻亞目蛇鰻科的其中一種，分布於中西太平洋的巴布亞紐幾內亞海域，體長可達55.1公分，棲息在海草生長海域，為底棲性魚類，屬肉食性。

## 擴展閱讀
維基物種上的相關：丘麗鰻